# Lando Civilini
Lando Giuseppe Bruno Astore Spartaco Civilini (Massa Marittima, 6 dicembre 1905 – Campiglia Marittima, 16 giugno 1968) è stato un fotografo, fotoreporter e documentarista italiano.

## Biografia
Nato a Massa Marittima, nella Maremma grossetana, da ragazzo si trasferisce nella vicina Piombino a causa del lavoro del padre, impiegato presso il locale municipio. Di carattere eclettico, intraprende da autodidatta la carriera di fotografo professionista specializzandosi in fotografia industriale e diventando uno dei maggiori narratori della realtà industriale, di rilevanza nazionale ed all'epoca in forte sviluppo, presente a Piombino. Nel 1925 produce le prime cartoline fotografiche. Nel secondo dopoguerra sarà occhio testimone della ricostruzione industriale, significativi in questo senso gli scatti dedicati ai "primi fumi" prodotti dai riavviati impianti siderurgici. 
Nel 1964 collabora con Roberto Rossellini alla produzione del documentario L'età del ferro, girato per l'appunto in parte a Piombino. Muore nel 1968 lasciando, tra l'altro, un imponente archivio di foto, molte delle quali a tema industriale, che ripercorrono quasi mezzo secolo di industrializzazione italiana. Parte significativa di tale archivio è stata donata nel 2015 dalla società siderurgica Lucchini al Comune di Piombino andando ad integrare l'Archivio Storico della città.